# Gran Exposició

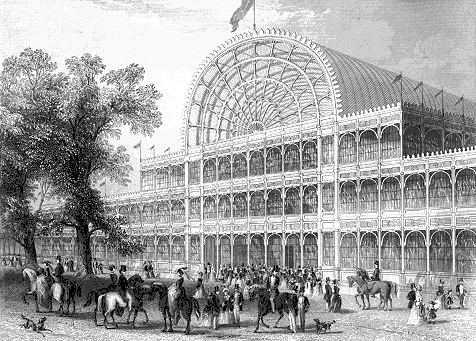
Gravat mostrant l'entrada al Crystal Palace

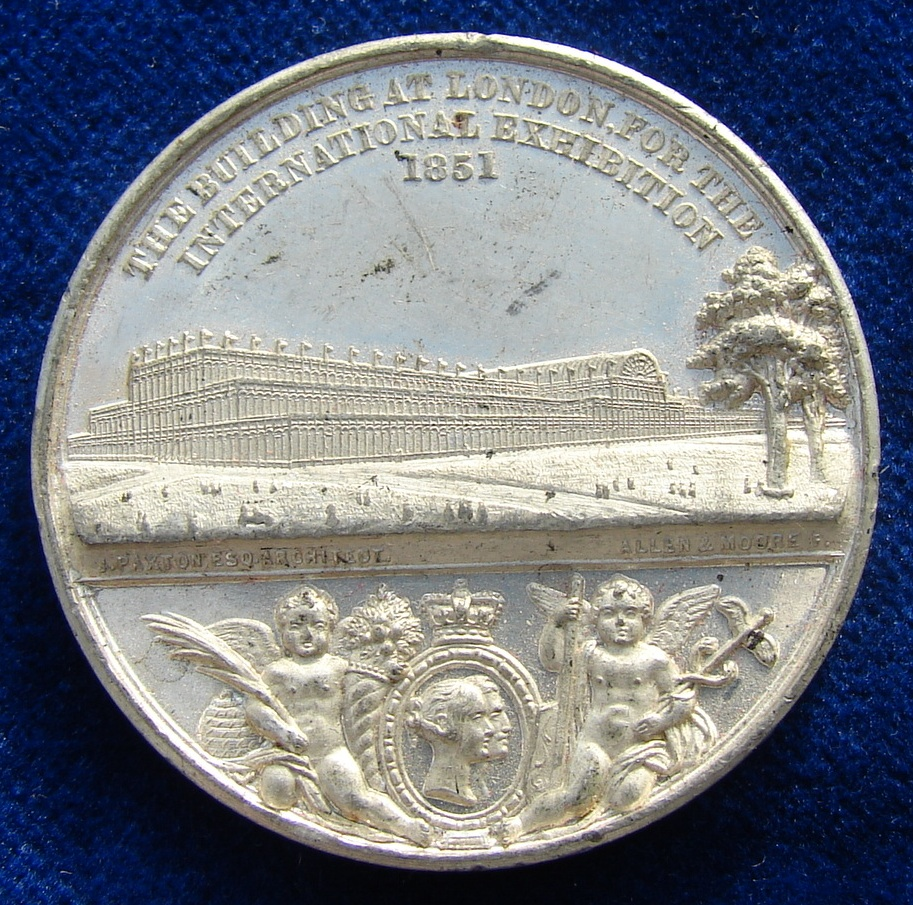
Anvers de la medalla commemorativa de la Gran Exposició del 1851

La Gran Exposició (oficialment i en anglès: The Great Exhibition of the Works of Industry of all Nations, 1851) va ser una exposició internacional que va tenir lloc a Hyde Park, Londres, de l'1 de maig al 15 d'octubre de 1851. Va ser la primera d'una sèrie de fires mundials, exposicions de cultura i Manufactura que es van popularitzar al segle XIX. L'esdeveniment va ser organitzat per Henry Cole i el Príncep Albert, marit de la reina Victòria I del Regne Unit.
Persones famoses de l'època van assistir a la Gran Exposició, com Charles Darwin, Karl Marx, Michael Faraday (que va ajudar en la planificació i jutjat de les exposicions), Samuel Colt, membres de la Família Reial Orleanista i els escriptors Charlotte Brontë, Charles Dickens, Lewis Carroll, George Eliot, Alfred Tennyson i William Makepeace Thackeray. La música d'obertura, sota la superintendencia de William Sterndale Bennett, va ser dirigida per George Thomas Smart. El primer refresc del món, Schweppes, va ser el patrocinador oficial de l'esdeveniment.

## Característiques
Els seus principals promotors foren el príncep Albert i l'administrador Sir Henry Cole i es dugué a terme al sud de Hyde Park, en un enorme edifici de vidre dissenyat per Sir Joseph Paxton, conegut popularment amb el nom de Crystal Palace, motiu aplicat per primer cop per la revista Punch en el número del 2 de novembre de 1850.
Hi hagué prop de 14.000 expositors, dels quals 7.381 eren britànics i 6. 556 de la resta del món, amb més de 100.000 obres exposades. El nombre total de visitants fou de més de sis milions (l'assistència mitjana diària va ésser de 42.831 persones, essent el 7 d'octubre el dia de màxima assistència amb 109.915 persones). Durant l'estiu del 1852, l'edifici fou enderrocat i construït de manera diferent a Sydenham, on fou inaugurat per la reina Victòria al cap de dos anys. Es va cremar el 1936.

## Llegat
La comissió reial establerta per a l'organització de l'exposició passà a ésser un òrgan permanent el 1851, per dedicar-ne el superàvit -186.000 lliures de l'època- a la promoció del coneixement de la ciència i de l'art i llur aplicació a la indústria productiva. Això es dugué a terme amb l'adquisició de 35 hectàrees a South Kensington per encabir-hi un seguit de museus i facultats universitàries entre les quals hi havia el Victoria and Albert Museum, el Science Museum, el Museu d'Història Natural, l'Imperial College London, el Royal College of Art i el Royal College of Music. A partir del començament del segle, la comissió també atorgà beques per a la promoció de la ciència i de l'art. En l'àlbum commemoratiu de l'exposició publicat pel Victoria and Albert Museum el 1950, la Gran Exposició del 1851 és considerada una de les fites més destacades i reeixides del segle XIX. Els beneficis no materials que reportà foren amplis i permanents.